# 우림피티에스
우림피티에스(Woolim Power Train Solution Co. Ltd.)는 대한민국의 산업설비 부품 기업이다. 본사는 경상남도 창원시 성산구 남면로 613 (외동)에 위치해 있다. 대표이사는 한현석/한우진이다.
산업용 대형 기어박스와 건설중장비용 기어박스 제조 사업을 영위한다 2023년 사업별 매출액 비중 제철설비(산업용 감속기) 42.4%, 건설장비(트랜스미션) 57.6%으로 구성되어 있다

## 상장
2009년 4월에 코스닥 시장에 상장하였다.

## 참고 문헌
1. ↑  우림피티에스, 시추용 가능 장비 생산…분기 최대 매출 이을까 - 이투데이, 2024-06-10
2. ↑  "'로봇'으로 영역 넓히는 우림피티에스, 밸류에이션 매력 높다", 뷰어스, 2024.01.03
3. ↑  한국IR협의회 기술분석보고서-우림피티에스 [깨진 링크(과거 내용 찾기)]